# Mike Jones (sceneggiatore)
Mike Jones (San Antonio, 1º giugno 1971) è uno sceneggiatore statunitense.

## Biografia
Nato e cresciuto in Texas, Mike Jones ha studiato alla scuola di cinema e teatro dell'Università di New York ed è entrato nel mondo dello spettacolo come giornalista e critico su Filmmaker.
Nel 2002 ha contribuito alla riscrittura del film City of Ghosts. Da allora ha lavorato come Senior Story Artist e Creative Artist per la Columbia Pictures, HBO, la Metro-Goldwyn-Mayer e la Pixar Animation Studios.
Negli anni dieci è stato membro del senior creative team che ha portato alla realizzazione di Si alza il vento, La storia della principessa splendente, Coco, Gli Incredibili 2 e Toy Story 4. Nel 2020 ha scritto la sceneggiatura di Soul; il film ha vinto l'Oscar al miglior film d'animazione ed è valso a Jones l'Annie Award e una candidatura al Satellite Award per la migliore sceneggiatura originale. Nel 2021 ha scritto la sceneggiatura di Luca a quattro mani con Jesse Andrews.

## Filmografia
- Soul, regia di Pete Docter (2020)
- Luca, regia di Enrico Casarosa (2021)

## Riconoscimenti
- Annie Award
  - 2020 – Miglior sceneggiatura di un film d'animazione per Soul
- Black Reel Award
  - 2020 – Candidatura alla miglior sceneggiatura per Soul
- Chicago Film Critics Association
  - 2020 – Candidatura alla miglior sceneggiatura originale per Soul
- Denver Film Critics Society
  - 2021 – Candidatura alla miglior sceneggiatura originale per Soul
- Florida Film Critics Circle
  - 2020 – Candidatura alla miglior sceneggiatura originale per Soul
- Premio Hugo
  - 2021 – Candidatura alla Premio Hugo per la miglior rappresentazione drammatica, forma lunga per Soul
- Image Award
  - 2021 – Candidatura alla miglior sceneggiatura per Soul
- Indiana Film Critics Association Award
  - 2020 – Candidatura alla miglior sceneggiatura originale per Soul
- Satellite Award
  - 2021 – Candidatura alla migliore sceneggiatura originale per Soul